# Asociación Olímpica y de los Juegos Commonwealth de Belice
La Asociación Olímpica y de los Juegos Commonwealth de Belice es la Asociación que representa a los atletas beliceños en el Comité Olímpico Internacional (COI).
creada en 1968 y reconocida por el Comité Olímpico Internacional ese mismo año. La asociación es la que representa al país en los Juegos de la Mancomunidad.

## Comité Ejecutivo
- Presidente: Mr. Hilberto Martínez
- Secretario General: Mr. Allan Sharp